# La tartaruga e il falcone
La tartaruga e il falcone è una fiaba popolare Bondei, proveniente dall'attuale Tanzania che appartiene al genere dei racconti meravigliosi un po' ispirati dalla cultura europea e da quella islamica, ma comunque africanizzati completamente. 
La fiaba è una versione della tartaruga e la lepre, ma oltre alle vicende della gara, in questo caso vi è in aggiunta il tentativo da parte di un giovane volenteroso di conquistare il cuore della bella figlia del capo. In questa versione la lepre è presente, ma solo come alleato della tartaruga.

## Trama
Il capo dei Vugha decide di mettere in palio le nozze di sua figlia tramite una gara di corsa, alla quale si iscrivono due concorrenti: il falcone e la tartaruga, all'interno della quale si nasconde un bel giovanotto che aspira lui a sposare la principessa. 

La tartaruga è consapevole di essere più lenta e quindi escogita un piano ingannevole aiutata dalla lepre che porta, rapidamente, altre tartarughe nelle tappe intermedie. 

Il falcone, dal canto suo, sa di essere più veloce e già pregusta la vittoria e perciò grande è il suo stupore quando si accorge che nelle tappe intermedie viene preceduto o comunque vi è un equilibrio con la tartaruga. La tartaruga, in realtà si è fatta trasportare già all'arrivo e da lì aspetta il falcone per l'ultimo grande sorpresa che costringe il capo a proclamarla vincitrice e quindi degno sposo della figlia. Quest'ultima alla fine del racconto, scopre anche la vera natura e le vere sembianze della tartaruga e le gradisce particolarmente anche se il giovanotto è uno straniero.
Il racconto termina con l'ammonimento a non disprezzare gli esseri umani, chiunque essi siano e da qualunque luogo arrivino.